# Премия «Люмьер» за лучшую музыку к фильму
Премия «Люмьер» за лучшую музыку к фильму (фр. Prix de la meilleure musique) вручается ежегодно академией Люмьер, начиная с двадцать первой церемонии в 2016 году.

## Победители и номинанты

### 2016
- Грегуар Этзель для Наше лето и Три воспоминания моей юности
  - Бруно Куле для Дневник горничной
  - Уоррен Эллис для Мустанг
  - Майк Леви для Телохранитель
  - Беатрис Тирье для Астрагал
  - Жан-Клод Ваннье для Микроб и Бензин

### 2017
- Ибрахим Маалуф для В лесах Сибири
  - Софи Хюнгер для Жизнь Кабачка
  - Лоран Перез дель-Мар для Красная черепаха
  - Робен Кудер для Планетариум
  - Филипп Ромби для Франц
  - Габриэль Яред для Это всего лишь конец света